# Sveriges købstæder
Listen viser Sveriges købstæder, inden for landets nutidige grænser, dvs. byer der har haft stadsprivilegium eller som nominelt har fået det, efter der ikke længere fandtes sådanne privilegier. De forskellige privilegier blev afviklet successivt i 1800- og 1900-tallet.
De byer, som fik stadsprivilegium i 1900-tallet, fik stort set ingen særlige privilegier i forhold til andre kommuner og de havde heller ikke egen jurisdiktion. Forskellene gjaldt da først og fremmest tilpasningen af de såkaldte "stadsstadgorna" (stadsvedtægter) samt navnet på det besluttende og det udøvende organ. Også disse forskelle forsvandt som følge af kommunalreformen i 1971, hvorved samtlige tilbageværende stadsrettigheder anses for definitivt afskaffet.
I listen er der desuden medtaget byer, der mistede stadsprivilegierne allerede inden kommunalreformen fra 1862 trådte i kraft. Sådanne byer anses normalt ikke for at have stadsrettigheder. I dag har begrebet "stad" ikke en officiel definition.
Det største antal kommuner med stadsprivilegium var 133, mellem 1951 (hvor Säffle blev stad) og 1967 (da Öregrund blev en del af Östhammar).
Det svenske stadsprivilegium er ikke helt det samme som det danske købstadsprivilegium. Byerne i de gamle danske områder fik tildelt købsstadsrettighederne efter de danske regler, som var lidt mindre restriktive end de svenske.
| By           | Landskap                  | Län pr. 1970            | Län pr. 2006         | Landsdel | Stad siden                    | Bemærkninger                                                                       |
| ------------ | ------------------------- | ----------------------- | -------------------- | -------- | ----------------------------- | ---------------------------------------------------------------------------------- |
| Alingsås     | Västergötland             | Älvsborgs län           | Västra Götalands län | Götaland | 1619                          |                                                                                    |
| Arboga       | Västmanland               | Västmanlands län        | Västmanlands län     | Svealand | 1200-tallet                   |                                                                                    |
| Arvika       | Värmland                  | Värmlands län           | Värmlands län        | Svealand | 1911                          |                                                                                    |
| Askersund    | Närke                     | Örebro län              | Örebro län           | Svealand | 1643                          |                                                                                    |
| Avaskär      | Blekinge                  | Blekinge län            | Blekinge län         | Götaland | 1350                          |                                                                                    |
| Avesta       | Dalarna                   | Kopparbergs län         | Dalarnas län         | Svealand | 1641-1686 og siden 1919       |                                                                                    |
| Boden        | Norrbotten                | Norrbottens län         | Norrbottens län      | Norrland | 1919                          |                                                                                    |
| Bollnäs      | Hälsingland               | Gävleborgs län          | Gävleborgs län       | Norrland | 1942                          |                                                                                    |
| Borgholm     | Öland                     | Kalmar län              | Kalmar län           | Götaland | 1816                          |                                                                                    |
| Borlänge     | Dalarna                   | Kopparbergs län         | Dalarnas län         | Svealand | 1944                          |                                                                                    |
| Borås        | Västergötland             | Älvsborgs län           | Västra Götalands län | Götaland | 1622                          |                                                                                    |
| Båstad       | Skåne                     | Kristianstads län       | Skåne län            | Götaland | 1462-1664                     |                                                                                    |
| Djursholm    | Uppland                   | Stockholms län          | Stockholms län       | Svealand | 1914                          | Nu i Danderyds kommune.                                                            |
| Eksjö        | Småland                   | Jönköpings län          | Jönköpings län       | Götaland | 1403                          |                                                                                    |
| Elleholm     | Blekinge                  | Blekinge län            | Blekinge län         | Götaland | 1450-1600                     | Nu i Karlshamns kommune.                                                           |
| Enköping     | Uppland                   | Uppsala län             | Uppsala län          | Svealand | 1300                          |                                                                                    |
| Eskilstuna   | Södermanland              | Södermanlands län       | Södermanlands län    | Svealand | 1659                          |                                                                                    |
| Eslöv        | Skåne                     | Malmöhus län            | Skåne län            | Götaland | 1911                          |                                                                                    |
| Fagersta     | Västmanland               | Västmanlands län        | Västmanlands län     | Svealand | 1944                          |                                                                                    |
| Falkenberg   | Halland                   | Hallands län            | Hallands län         | Götaland | 1558                          |                                                                                    |
| Falköping    | Västergötland             | Skaraborgs län          | Västra Götalands län | Götaland | 1200                          |                                                                                    |
| Falsterbo    | Skåne                     | Malmöhus län            | Skåne län            | Götaland | 1200                          | Nu i Vellinge kommune.                                                             |
| Falun        | Dalarna                   | Kopparbergs län         | Dalarnas län         | Svealand | 1641                          |                                                                                    |
| Filipstad    | Värmland                  | Värmlands län           | Värmlands län        | Svealand | 1611-1694 og siden 1835       |                                                                                    |
| Flen         | Södermanland              | Södermanlands län       | Södermanlands län    | Svealand | 1949                          |                                                                                    |
| Gränna       | Småland                   | Jönköpings län          | Jönköpings län       | Götaland | 1652                          | Nu i Jönköpings kommune.                                                           |
| Gävle        | Gästrikland               | Gävleborgs län          | Gävleborgs län       | Norrland | før 1446                      |                                                                                    |
| Göteborg     | Västergötland og Bohuslän | Göteborgs och Bohus län | Västra Götalands län | Götaland | 1621                          |                                                                                    |
| Hagfors      | Värmland                  | Värmlands län           | Värmlands län        | Svealand | 1950                          |                                                                                    |
| Halmstad     | Halland                   | Hallands län            | Hallands län         | Götaland | 1307                          |                                                                                    |
| Haparanda    | Norrbotten                | Norrbottens län         | Norrbottens län      | Norrland | 1848                          |                                                                                    |
| Hedemora     | Dalarna                   | Kopparbergs län         | Dalarnas län         | Svealand | før 1446                      |                                                                                    |
| Helsingborg  | Skåne                     | Malmöhus län            | Skåne län            | Götaland | 1085                          |                                                                                    |
| Hjo          | Västergötland             | Skaraborgs län          | Västra Götalands län | Götaland | 1400                          |                                                                                    |
| Hudiksvall   | Hälsingland               | Gävleborgs län          | Gävleborgs län       | Norrland | 1582                          |                                                                                    |
| Huskvarna    | Småland                   | Jönköpings län          | Jönköpings län       | Götaland | 1911                          | Nu i Jönköpings kommune.                                                           |
| Härnösand    | Ångermanland              | Västernorrlands län     | Västernorrlands län  | Norrland | 1585                          |                                                                                    |
| Hässleholm   | Skåne                     | Kristianstads län       | Skåne län            | Götaland | 1914                          |                                                                                    |
| Höganäs      | Skåne                     | Malmöhus län            | Skåne län            | Götaland | 1936                          |                                                                                    |
| Jönköping    | Småland                   | Jönköpings län          | Jönköpings län       | Götaland | 1284                          |                                                                                    |
| Kalmar       | Småland                   | Kalmar län              | Kalmar län           | Götaland | 1100                          |                                                                                    |
| Karlshamn    | Blekinge                  | Blekinge län            | Blekinge län         | Götaland | 1664                          | Hed Bodekull 1644-1666.                                                            |
| Karlskoga    | Värmland                  | Örebro län              | Örebro län           | Svealand | 1940                          |                                                                                    |
| Karlskrona   | Blekinge                  | Blekinge län            | Blekinge län         | Götaland | 1680                          |                                                                                    |
| Karlstad     | Värmland                  | Värmlands län           | Värmlands län        | Svealand | 1584                          |                                                                                    |
| Katrineholm  | Södermanland              | Södermanlands län       | Södermanlands län    | Svealand | 1917                          |                                                                                    |
| Kiruna       | Lappland                  | Norrbottens län         | Norrbottens län      | Norrland | 1948                          |                                                                                    |
| Kramfors     | Ångermanland              | Västernorrlands län     | Västernorrlands län  | Norrland | 1947                          |                                                                                    |
| Kristianopel | Blekinge                  | Blekinge län            | Blekinge län         | Götaland | 1600                          | Nu i Karlskrona kommune.                                                           |
| Kristianstad | Skåne                     | Kristianstads län       | Skåne län            | Götaland | 1622                          |                                                                                    |
| Kristinehamn | Värmland                  | Värmlands län           | Värmlands län        | Svealand | 1582-1584 og siden 1642       |                                                                                    |
| Kumla        | Närke                     | Örebro län              | Örebro län           | Svealand | 1942                          |                                                                                    |
| Kungsbacka   | Halland                   | Hallands län            | Hallands län         | Götaland | 1400                          |                                                                                    |
| Kungälv      | Bohuslän                  | Göteborgs och Bohus län | Västra Götalands län | Götaland | 1100                          |                                                                                    |
| Köping       | Västmanland               | Västmanlands län        | Västmanlands län     | Svealand | 1474                          |                                                                                    |
| Laholm       | Halland                   | Hallands län            | Hallands län         | Götaland | 1200                          |                                                                                    |
| Landskrona   | Skåne                     | Malmöhus län            | Skåne län            | Götaland | 1413                          |                                                                                    |
| Lidingö      | Uppland                   | Stockholms län          | Stockholms län       | Svealand | 1926                          |                                                                                    |
| Lidköping    | Västergötland             | Skaraborgs län          | Västra Götalands län | Götaland | 1446                          |                                                                                    |
| Lindesberg   | Västmanland               | Örebro län              | Örebro län           | Svealand | 1643                          |                                                                                    |
| Linköping    | Östergötland              | Östergötlands län       | Östergötlands län    | Götaland | 1287                          |                                                                                    |
| Ljungby      | Småland                   | Kronobergs län          | Kronobergs län       | Götaland | 1936                          |                                                                                    |
| Lomma        | Skåne                     | Malmöhus län            | Skåne län            | Götaland | 1000-tallet-1230              | Kun købstad da byen var dansk.                                                     |
| Ludvika      | Dalarna                   | Kopparbergs län         | Dalarnas län         | Svealand | 1919                          |                                                                                    |
| Luntertun    | Skåne                     | Kristianstads län       | Skåne län            | Götaland | 1470-1516                     | Nu del af Ängelholms byområde i Ängelholms kommune. Kun købstad da byen var dansk. |
| Luleå        | Norrbotten                | Norrbottens län         | Norrbottens län      | Norrland | 1621                          |                                                                                    |
| Lund         | Skåne                     | Malmöhus län            | Skåne län            | Götaland | 990                           |                                                                                    |
| Lycksele     | Lappland                  | Västerbottens län       | Västerbottens län    | Norrland | 1946                          |                                                                                    |
| Lyckå        | Blekinge                  | Blekinge län            | Blekinge län         | Götaland |                               |                                                                                    |
| Lysekil      | Bohuslän                  | Göteborgs och Bohus län | Västra Götalands län | Götaland | 1903                          |                                                                                    |
| Lödöse       | Västergötland             | Älvsborgs län           | Västra Götalands län | Götaland | 1000-tallet-1526 og 1586-1646 | Nu i Lilla Edets kommune.                                                          |
| Malmö        | Skåne                     | Malmöhus län            | Skåne län            | Götaland | 1250                          |                                                                                    |
| Mariefred    | Södermanland              | Södermanlands län       | Södermanlands län    | Svealand | 1605                          | Nu i Strängnäs kommune.                                                            |
| Mariestad    | Västergötland             | Skaraborgs län          | Västra Götalands län | Götaland | 1583                          |                                                                                    |
| Marstrand    | Bohuslän                  | Göteborgs och Bohus län | Västra Götalands län | Götaland | 1200                          | Nu i Kungälvs kommune.                                                             |
| Mjölby       | Östergötland              | Östergötlands län       | Östergötlands län    | Götaland | 1922                          |                                                                                    |
| Motala       | Östergötland              | Östergötlands län       | Östergötlands län    | Götaland | 1881                          |                                                                                    |
| Mölndal      | Västergötland             | Göteborgs och Bohus län | Västra Götalands län | Götaland | 1922                          |                                                                                    |
| Nacka        | Södermanland              | Stockholms län          | Stockholms län       | Svealand | 1949                          |                                                                                    |
| Nora         | Västmanland               | Örebro län              | Örebro län           | Svealand | 1643                          |                                                                                    |
| Norrköping   | Östergötland              | Östergötlands län       | Östergötlands län    | Götaland | 1384                          |                                                                                    |
| Norrtälje    | Uppland                   | Stockholms län          | Stockholms län       | Svealand | 1622                          |                                                                                    |
| Nybro        | Småland                   | Kalmar län              | Kalmar län           | Götaland | 1932                          |                                                                                    |
| Nyköping     | Södermanland              | Södermanlands län       | Södermanlands län    | Svealand | 1187                          |                                                                                    |
| Nynäshamn    | Södermanland              | Stockholms län          | Stockholms län       | Svealand | 1946                          |                                                                                    |
| Nässjö       | Småland                   | Jönköpings län          | Jönköpings län       | Götaland | 1914                          |                                                                                    |
| Oskarshamn   | Småland                   | Kalmar län              | Kalmar län           | Götaland | 1856                          |                                                                                    |
| Oxelösund    | Södermanland              | Södermanlands län       | Södermanlands län    | Svealand | 1950                          |                                                                                    |
| Piteå        | Norrbotten                | Norrbottens län         | Norrbottens län      | Norrland | 1621                          |                                                                                    |
| Ronneby      | Blekinge                  | Blekinge län            | Blekinge län         | Götaland | 1387-1680 og siden 1882       |                                                                                    |
| Sala         | Västmanland               | Västmanlands län        | Västmanlands län     | Svealand | 1624                          |                                                                                    |
| Sandviken    | Gästrikland               | Gävleborgs län          | Gävleborgs län       | Norrland | 1943                          |                                                                                    |
| Sigtuna      | Uppland                   | Stockholms län          | Stockholms län       | Svealand | 990                           |                                                                                    |
| Simrishamn   | Skåne                     | Kristianstads län       | Skåne län            | Götaland | 1300                          |                                                                                    |
| Skanör       | Skåne                     | Malmöhus län            | Skåne län            | Götaland | 1200                          | Nu i Vellinge kommune.                                                             |
| Skara        | Västergötland             | Skaraborgs län          | Västra Götalands län | Götaland | 1000                          |                                                                                    |
| Skellefteå   | Västerbotten              | Västerbottens län       | Västerbottens län    | Norrland | 1845                          |                                                                                    |
| Skänninge    | Östergötland              | Östergötlands län       | Östergötlands län    | Götaland | 1200                          | Nu i Mjölby kommune.                                                               |
| Skövde       | Västergötland             | Skaraborgs län          | Västra Götalands län | Götaland | 1400                          |                                                                                    |
| Sollefteå    | Ångermanland              | Västernorrlands län     | Västernorrlands län  | Norrland | 1917                          |                                                                                    |
| Solna        | Uppland                   | Stockholms län          | Stockholms län       | Svealand | 1943                          |                                                                                    |
| Stockholm    | Södermanland og Uppland   | Stockholms län          | Stockholms län       | Svealand | 1250                          |                                                                                    |
| Strängnäs    | Södermanland              | Södermanlands län       | Södermanlands län    | Svealand | 1336                          |                                                                                    |
| Strömstad    | Bohuslän                  | Göteborgs och Bohus län | Västra Götalands län | Götaland | 1672                          |                                                                                    |
| Stäket       | Uppland                   | Stockholms län          | Stockholms län       | Svealand | 1629-1690'erne                | Nu i Järfälla kommune.                                                             |
| Sundbyberg   | Uppland                   | Stockholms län          | Stockholms län       | Svealand | 1927                          |                                                                                    |
| Sundsvall    | Medelpad                  | Västernorrlands län     | Västernorrlands län  | Norrland | 1624                          |                                                                                    |
| Säffle       | Värmland                  | Värmlands län           | Värmlands län        | Svealand | 1951                          |                                                                                    |
| Säter        | Dalarna                   | Kopparbergs län         | Dalarnas län         | Svealand | 1642                          |                                                                                    |
| Sävsjö       | Småland                   | Jönköpings län          | Jönköpings län       | Götaland | 1947                          |                                                                                    |
| Söderhamn    | Hälsingland               | Gävleborgs län          | Gävleborgs län       | Norrland | 1620                          |                                                                                    |
| Söderköping  | Östergötland              | Östergötlands län       | Östergötlands län    | Götaland | 1200                          |                                                                                    |
| Södertälje   | Södermanland              | Stockholms län          | Stockholms län       | Svealand | 1000                          |                                                                                    |
| Sölvesborg   | Blekinge                  | Blekinge län            | Blekinge län         | Götaland | 1445-1654 og siden 1835       |                                                                                    |
| Tidaholm     | Västergötland             | Skaraborgs län          | Västra Götalands län | Götaland | 1910                          |                                                                                    |
| Tommarp      | Skåne                     | Kristianstads län       | Skåne län            | Götaland | 1000-tallet-1537              | Nu i Simrishamns kommune.                                                          |
| Torshälla    | Södermanland              | Södermanlands län       | Södermanlands län    | Svealand | 1317                          | Nu i Eskilstuna kommune.                                                           |
| Tranås       | Småland                   | Jönköpings län          | Jönköpings län       | Götaland | 1919                          |                                                                                    |
| Trelleborg   | Skåne                     | Malmöhus län            | Skåne län            | Götaland | 1200                          |                                                                                    |
| Trollhättan  | Västergötland             | Älvsborgs län           | Västra Götalands län | Götaland | 1916                          |                                                                                    |
| Trosa        | Södermanland              | Södermanlands län       | Södermanlands län    | Svealand | 1300                          |                                                                                    |
| Uddevalla    | Bohuslän                  | Göteborgs och Bohus län | Västra Götalands län | Götaland | 1498                          |                                                                                    |
| Ulricehamn   | Västergötland             | Älvsborgs län           | Västra Götalands län | Götaland | 1400                          |                                                                                    |
| Umeå         | Västerbotten              | Västerbottens län       | Västerbottens län    | Norrland | 1588 og 1622                  |                                                                                    |
| Uppsala      | Uppland                   | Uppsala län             | Uppsala län          | Svealand | 1286                          |                                                                                    |
| Vadstena     | Östergötland              | Östergötlands län       | Östergötlands län    | Götaland | 1400                          |                                                                                    |
| Varberg      | Halland                   | Hallands län            | Hallands län         | Götaland | 1100                          |                                                                                    |
| Vaxholm      | Uppland                   | Stockholms län          | Stockholms län       | Svealand | 1652                          |                                                                                    |
| Vetlanda     | Småland                   | Jönköpings län          | Jönköpings län       | Götaland | 1920                          |                                                                                    |
| Vimmerby     | Småland                   | Kalmar län              | Kalmar län           | Götaland | 1400-1532 og siden 1604       |                                                                                    |
| Visby        | Gotland                   | Gotlands län            | Gotlands län         | Götaland | 1000                          | Nu i Gotlands kommune.                                                             |
| Vä           | Skåne                     | Kristianstads län       | Skåne län            | Götaland | før 1250'erne-1617            | Nu i Kristianstads kommune. Kun købstad da byen var dansk.                         |
| Vänersborg   | Västergötland             | Älvsborgs län           | Västra Götalands län | Götaland | 1644                          |                                                                                    |
| Värnamo      | Småland                   | Jönköpings län          | Jönköpings län       | Götaland | 1920                          |                                                                                    |
| Västervik    | Småland                   | Kalmar län              | Kalmar län           | Götaland | 1200                          |                                                                                    |
| Västerås     | Västmanland               | Västmanlands län        | Västmanlands län     | Svealand | 990                           |                                                                                    |
| Växjö        | Småland                   | Kronobergs län          | Kronobergs län       | Götaland | 1342                          |                                                                                    |
| Ystad        | Skåne                     | Malmöhus län            | Skåne län            | Götaland | 1200                          |                                                                                    |
| Åhus         | Skåne                     | Kristianstads län       | Skåne län            | Götaland | 1326-1617                     | Nu i Kristianstads kommune. Kun købstad da byen var dansk.                         |
| Åmål         | Dalsland                  | Älvsborgs län           | Västra Götalands län | Götaland | 1643                          |                                                                                    |
| Ängelholm    | Skåne                     | Kristianstads län       | Skåne län            | Götaland | 1516                          |                                                                                    |
| Örebro       | Närke                     | Örebro län              | Örebro län           | Svealand | 1200                          |                                                                                    |
| Öregrund     | Uppland                   | Stockholms län          | Uppsala län          | Svealand | 1491-1521 og siden 1554       | Nu i Östhammars kommune.                                                           |
| Örnsköldsvik | Ångermanland              | Västernorrlands län     | Västernorrlands län  | Norrland | 1893                          |                                                                                    |
| Östersund    | Jämtland                  | Jämtlands län           | Jämtlands län        | Norrland | 1786                          |                                                                                    |
| Östhammar    | Uppland                   | Stockholms län          | Uppsala län          | Svealand | 1368-1491 og siden 1539       |                                                                                    |

1. 1 2 3 4 5 6 7 8 9 10  Anses ikke for byer, der har haft stadsprivilegium, da de ikke fik rettigheden da kommunalreformen fra 1862 trådte i kraft eller efterfølgende frem til 1951.
2. 1 2  Skanör og Falsterbo har siden 1754 været regnet som en stad, Skanør-Falsterbo.
3. ↑  Öregrund blev slået sammen med Östhammars stad i 1967, og var dermed den eneste stadskommune, som ophørte før 1971.